# Xiang Yanmei
Yanmei Xiang (Hunan, 13 giugno 1992) è una sollevatrice cinese, vincitrice della medaglia d'oro olimpica a Rio de Janeiro 2016 nella categoria fino a 69 kg.

## Palmarès
- Giochi olimpici

Rio de Janeiro 2016: oro nei 69 kg.
- Mondiali

Parigi 2011: argento nei 69 kg;
Breslavia 2013: oro nei 69 kg;
Houston 2015: oro nei 69 kg.
- Campionati asiatici

Tongling 2011: oro nei 75 kg.
- Giochi asiatici

Incheon 2014: oro nei 69kg.
- Campionati asiatici juniores:

Dubai 2009: oro nei 75 kg.